# يوسف المطيري
يوسف المطيري مواليد 23 يناير 1998 في القصيم ، السعودية، هو لاعب كرة قدم سعودي لعب سابقاً لنادي الرائد .